# Roger Gensane
Roger Gensane, est né le 4 février 1934 à Sévérac-le-Château et mort le 12 décembre 2019 à Béziers. C’est un ancien joueur de rugby à XV, qui a joué avec l'équipe de France de 1962 à 1963, évoluant au poste de troisième ligne aile (1,75 m pour 82 kg) à l'US Romans Péage. 

## Carrière
Il a disputé son premier test match le 13 janvier 1962, contre l'équipe d'Écosse, et son dernier test match fut contre cette même équipe, le 12 janvier 1963.

## Palmarès

### En club
Avec Béziers
- Champion d'Europe des clubs (F.I.R.A) :
  - Champion (1) : 1962[1]
- Championnat de France de première division :
  - Vice-champion (2) : 1960 et 1962
- Challenge Yves du Manoir :
  - Vainqueur (1) : 1964

### En équipe nationale
- Sélections en équipe nationale : 7
- Sélections par année : 6 en 1962, 1 en 1963
- Tournois des Cinq Nations disputés : 1962, 1963